# Sabine Hagedoren
Sabine Hagedoren (26 juni 1968) is een Belgische weervrouw bij de Vlaamse Radio- en Televisieomroeporganisatie.

## Biografie
Ze is afgestudeerd als licentiaat scheikunde aan de voormalige Universitaire Instelling Antwerpen (UIA). Zeven jaar lang was ze lerares wetenschappen in het secundair onderwijs. Toen Bob De Richter en Peggy De Meyer stopten met het weerbericht op TV1, kwam er plaats voor een nieuweling en Hagedoren werd na een sollicitatie aanvaard, nadat ze zich had aangeboden op aanraden van haar collega en weerman Georges Küster. Ze presenteerde haar eerste weerbericht op 6 oktober 1993. In 1997 gaf ze haar baan als lerares op om voltijds weervrouw te worden. Later presenteerde ze behalve Het Weer ook diverse programma's waaronder het consumentenprogramma Klant en Klaar, Ticket en Vlaanderen Vakantieland op TV1 (nu bekend als VRT 1). In 2025 was ze een van de deelnemers aan het programma Kung Fu Helden.
Hagedoren is weduwe en heeft twee kinderen.